# Янченко, Анатолий Васильевич
Анато́лий Васи́льевич Я́нченко (23 февраля 1946, Москва, СССР) — советский и российский спортсмен, неоднократный призёр соревнований по стрелковым видам спорта, чемпион Москвы и Московской области, Мастер спорта СССР, судья всероссийской и международной категории, тренер, подполковник запаса.

## Биография
Анатолий Янченко родился 23 февраля 1946 года в городе Москве, где окончил среднюю школу.
Поступил в Ленинградское высшее военно-топографическое командное училище имени генерала армии Антонова после окончания которого был направлен для прохождения службы в 47 топогеодезический отряд, дислацированный в городе Звенигороде Московской области.
Прошёл воинский путь от инженера-геодезиста до начальника отдела 185-го Центрального аэрофотогеодезического отряда.
С юных лет увлекался стрелковыми видами спорта. На его счету множество побед в областных и региональных чемпионатах. Является чемпионом Москвы и Московской области по стендовой стрельбе.
В настоящее время А. В. Янченко военный пенсионер. Проживает в посёлке Большие Вязёмы Московской области, в микрорайоне Городок-17, ведёт судейскую и тренерскую деятельность. С 2009 года является депутатом Совета депутатов городского поселения Большие Вяземы Одинцовского муниципального района Московской области. Выдвигался от партии КПРФ.
Анатолий Васильевич Янченко заядлый охотник. Состоит в  военно-охотничьем обществе.